# 2497 Kulikovskij
2497 Kulikovskij је астероид главног астероидног појаса чија средња удаљеност од Сунца износи 2,543 астрономских јединица (АЈ).
Апсолутна магнитуда астероида је 12,9.